# Municipio de Beaver Dam (Misuri)
El municipio de Beaver Dam (en inglés: Beaver Dam Township) es un municipio ubicado en el condado de Butler en el estado estadounidense de Misuri. En el año 2010 tenía una población de 4473 habitantes y una densidad poblacional de 22,73 personas por km².

## Geografía
El municipio de Beaver Dam se encuentra ubicado en las coordenadas 36°42′38″N 90°32′40″O / 36.71056, -90.54444. Según la Oficina del Censo de los Estados Unidos, el municipio tiene una superficie total de 196.81 km², de la cual 196.02 km² corresponden a tierra firme y (0.4%) 0.78 km² es agua.

## Demografía
Según el censo de 2010, había 4473 personas residiendo en el municipio de Beaver Dam. La densidad de población era de 22,73 hab./km². De los 4473 habitantes, el municipio de Beaver Dam estaba compuesto por el 95.51% blancos, el 0.83% eran afroamericanos, el 0.69% eran amerindios, el 0.54% eran asiáticos, el 0.04% eran isleños del Pacífico, el 0.16% eran de otras razas y el 2.24% pertenecían a dos o más razas. Del total de la población el 0.83% eran hispanos o latinos de cualquier raza.